# Lorenzana (Pisa)
Lorenzana es una localidad italiana de la provincia de Pisa, región de Toscana, con 1.202 habitantes.

Ubicación de la ciudad de Lorenzana dentro de la provincia de Pisa.

## Evolución demográfica
| Gráfica de evolución demográfica de Lorenzana entre 1861 y 2001 |
|                                                                 |
| Fuente ISTAT - Elaboración gráfica por parte de Wikipedia       |